# Oscar Riddle
Oscar Riddle (Greene County, Indiana 27 september 1877-29 november 1968) was een Amerikaans bioloog.
In 1907 kreeg Riddle een PhD aan de Indiana University van Chicago. In 1911 ging hij werken bij de Carnegie Institution op het Station for Experimental Evolution, Cold Spring Harbor, New York, waar hij bleef tot zijn pensionering in 1945. In 1932 vond hij het hormoon prolactine en deed daar studies naar.
- Gemeinsame Normdatei: 1194251978
- International Standard Name Identifier: 0000 0000 6314 7473
- Library of Congress Control Number: n87150727
- Nationale Bibliotheek van Tsjechië: xx0143020
- Nationale Bibliotheek van Israël: 987007274781105171
- Système universitaire de documentation: 119954052
- Trove: 889878
- Virtual International Authority File: 54521228